# Saucedilla
Saucedilla est une commune d’Espagne appartenant à la province de Cáceres (nord-est) et à la Communauté autonome d'Estrémadure. Elle est située dans la contrée du Campo Arañuelo, dont le chef-lieu est Navalmoral de la Mata, qui est aussi le district judiciaire et la ville commerciale de la région. L'accès le plus facile est l'autoroute A5 (sortie km 190). Elle se trouve à 197 km de Madrid, 103 km de Cáceres et 19 km de Navalmoral.
Sur le blason de Saucedilla figure une centrale nucléaire (celle d'Almaraz, qui est visible un peu partout depuis Saucedilla), idée inédite et polémique dont la presse espagnole s'est fait écho en 1985.

## Géographie
Saucedilla se trouve dans la sierra de Gredos, traversée par la rivière Tiétar (Casatejada) au nord, et le Tage et les petites sierras de Serrejón et de Miravete à l'ouest et au sud.
Le climat est méditerranéen continental sec. La moyenne annuelle des températures varie entre les 15 °C et les 18 °C. La température moyenne du mois le plus chaud est de 23 °C à 26 °C, et celle du mois le plus froid entre 8 °C et 10 °C.
Le relief est essentiellement une vaste plaine constituée de sables et argiles appartenant à la seconde moitié du Tertiaire.
- La dehesa

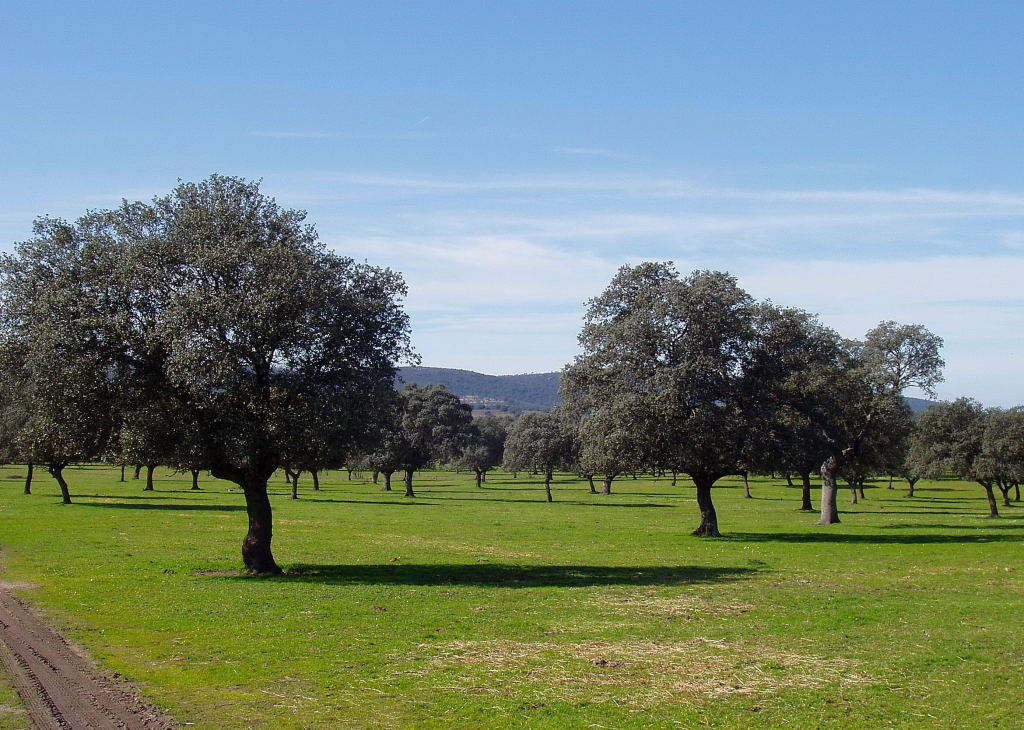
Dehesa proche de Saucedilla

Le village est entouré de dehesas (forêts claires de chênes verts ou Quercus ilex), vastes étendues de terrains peuplés de yeuses (et quelques chênes-lièges). On y pratique les élevages bovin, ovin, caprin et porcin. Il y a également plusieurs élevages de taureaux de combat (toro de lidia) utilisés dans les corridas. Ces élevages, ou ganaderias, comme Cerro Alto, Pizarral (commune de Casatejada), sont nombreux dans la région. 
- Les terres irrigables

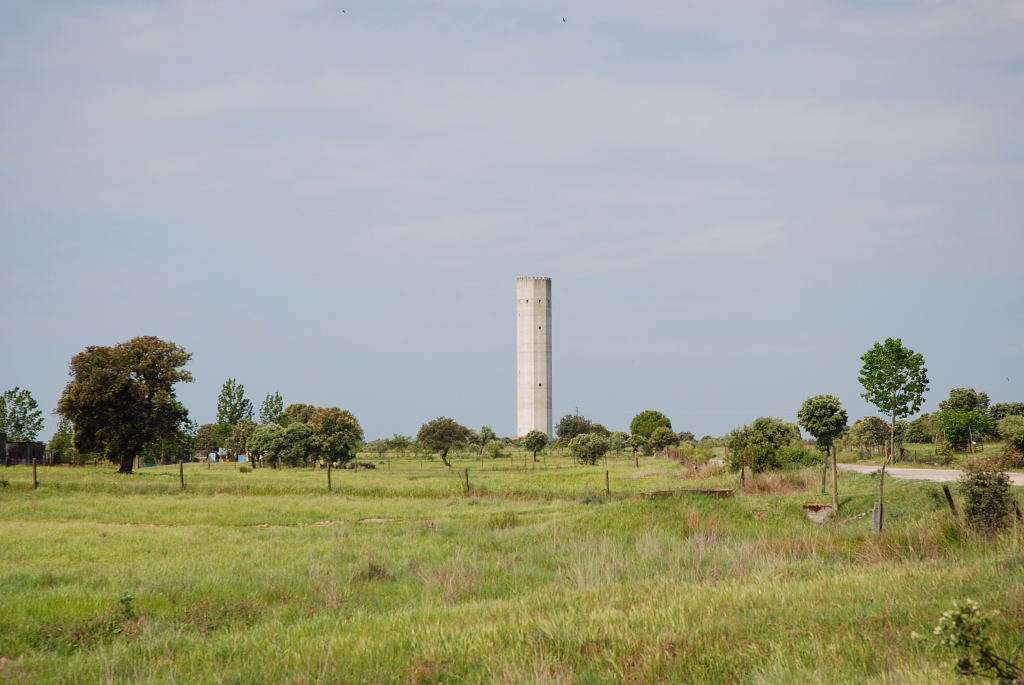
Tour d'élévation d'eau pour l'irrigation, caractéristique du paysage

Grâce au barrage et réservoir de Valdecañas et aux nombreux canaux d'irrigation, une grande partie des terres de la commune reçoivent de l'eau provenant du Tage et produisent des fruits, du fourrage et des prairies pour l'élevage. Des tourelles d'élévation d'eau , torretas en espagnol, augmentent la pression de l'eau pour l'irrigation. Elles sont caractéristiques du paysage.
- La draille royale léonaise occidentale (Cañada Real Leonesa Occidental)

Cette grande piste de transhumance, qui descend du nord de l'Espagne (des montagnes de la province de León) et termine au sud de l’Estrémadure, passe tout près du village, au sud, à côté du cimetière. Elle a toujours été respectée et conservée. Il existe une maison pour loger les bergers et vachers qui, aux époques de transhumance, parcourent parfois encore cette carraire, qui est maintenant protégée et valorisée par les autorités régionales et nationales.
- Le réservoir d'Arrocampo

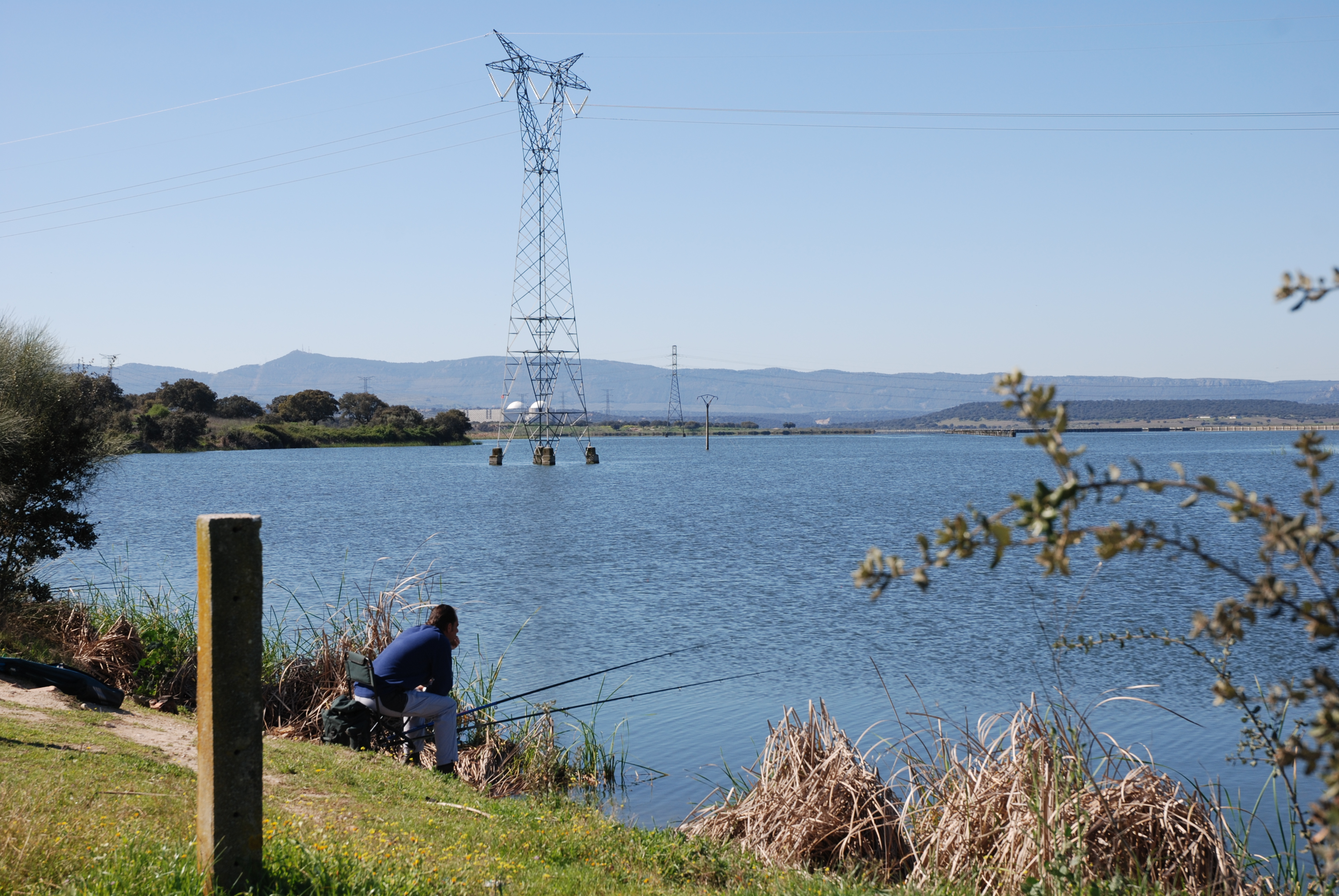
Réservoir d'Arrocampo, zone de protection spéciale (ZPS) pour les oiseaux

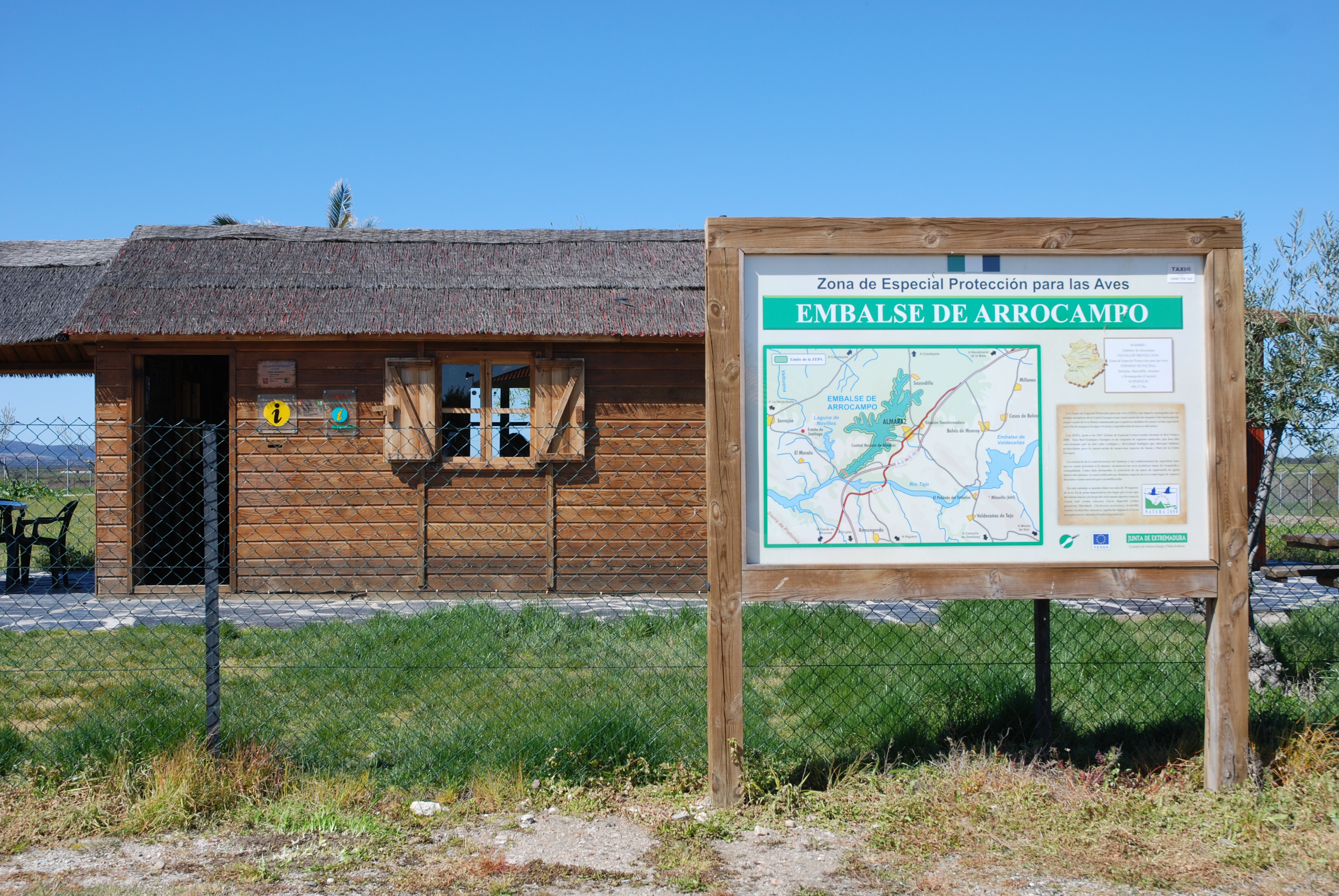
Bureau d'information de la ZPS du réservoir

Il fut construit pour refroidir les réacteurs de la centrale nucléaire d'Almaraz, qui est toute proche. Grâce à la grande surface de l'eau (770 ha), à une importante végétation de massettes (Typha) et à la sécurité due à la proximité de la centrale, de nombreux oiseaux sont présents dans le réservoir et son entourage (voir une liste non exhaustive ci-après).
- Zone de protection spéciale (ZPS) pour les oiseaux

Il y a deux zones de protection spéciale pour les oiseaux  (en Esp. Zonas Especiales de Protección de Aves, ZEPAs) à Saucedilla. L'une est la ZPS protégeant le faucon crécerellette, Falco naumanni (17 couples nichent et se reproduisent sur les murs et toits de l'église paroissiale) et l'autre la ZPS Réservoir d'Arrocampo.
- Parc ornithologique d'Arrocampo

Deux sentiers balisés partant du village et plusieurs postes d'observation stratégiquement situés permettent de voir les oiseaux sauvages (avec patience, de la chance et des jumelles). La valeur ornithologique de ce site et la proximité du Parc national de Monfragüe, qui se trouve à quelques kilomètres au sud, attirent de plus en plus de nombreux observateurs d'oiseaux.

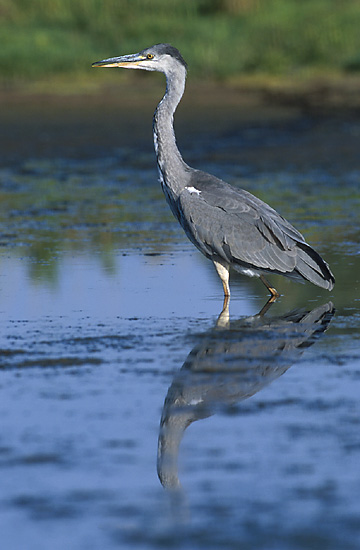
Héron cendré, que l'on peut observer au réservoir d'Arrocampo

La liste des oiseaux présents à Arrocampo est vraiment longue: cigogne blanche, héron pourpré (Ardea purpurea), héron crabier (Ardeola ralloides), héron cendré (Ardea cinerea),  héron bihoreau (Nycticorax nycticorax), blongios nain (Ixobrychus minutus), aigrette garzette (Egretta garzetta), héron garde-bœufs (Bubulcus ibis),  poule sultane, martin pêcheur, bécasse, râle d'eau, bécassine, spatule (Platalea), grèbe, canard colvert, grand cormoran, Rousserolle turdoïde, bengali rouge, busard des roseaux (Circus aeruginosus), foulque (Fulica), sterne (Sternidae), locustelle luscinioïde, phragmite des joncs, hirondelle de fenêtre (Delichon urbicum).

## Démographie
- À la fin du XVe siècle, Saucedilla a 900 habitants. Peu avant leur expulsion d'Espagne, il y eut une petite communauté de juifs à Saucedilla[1], ainsi que dans les villages voisins (Belvís de Monroy, Almaraz, Valdehúncar).
- Entre 1528 et 1653, pendant la grande crise démographique de l'Espagne, la commune perd de nombreux habitants.
- À partir de 1900, d'après l'Instituto Nacional de Estadística de España, son évolution démographique est la suivante:

- Années 1960: émigration aux grandes villes espagnoles (Madrid, Barcelone, Bilbao) et à l'étranger (Allemagne, France).
- Population étrangère actuelle à Saucedilla: communauté musulmane (Marocains)

## Histoire
Saucedilla fut créée au XIVe siècle, durant la Reconquista. L'histoire de sa fondation est liée à la ville de Plasencia et à la commune de Collado de la Vera. Plasencia, ville royale fondée par Alphonse VIII de Castille en 1186, organisa son développement et expansion moyennant un système (très répandu en Castille et Estrémadure pendant la Reconquista) appelé Communauté de Ville et Terre (Comunidad de Villa y Tierra). Le district rural de La Vera (sexmería en espagnol) appartenait à la ville de Plasencia, et Collado de la Vera était une commune de cette sexmería. Ce sont des colons de Collado qui, au milieu du XIVe siècle, ont fondé les communes de Casatejada et Saucedilla qui, pendant des années, furent des hameaux de Collado.
AU XVIe siècle, l'église est construite, commencée par l´évêque de Plasencia Gutierre de Vargas Carvajal et terminée par son successeur Pedro Ponce de León. Au XVIIe siècle, Francisco Tuttavilla, Duc de San Germán, devient le seigneur de Saucedilla et établit la colonne juridictionnelle (rollo jurisdiccional en esp). Au XVIIIe siècle, se succèdent les Comtes de Saucedilla.
Lors de la guerre de l'Indépendance, les troupes de Napoléon passèrent par la vallée de la Vera et le Campo Arañuelo. Il y eut des combats et des pillages. Des documents témoignent de cette présence à Casatejada et Almaraz. Le pont d´Almaraz sur le Tage fut pris et défendu par les Français de 1808 à 1812.

## Patrimoine
- Église de Saint-Jean-Baptiste est de style gothique (avec des éléments renaissants et maniéristes). Sa construction commença, probablement, en 1540, et termina non après 1570. C'est l'évêque de Plasencia, Gutierre de Vargas Carvajal, qui demanda son édification. Il chargea l'architecte Sancho de Cabrera de tracer les plans et de diriger l'exécution des travaux de construction. Elle fut terminée par son successeur, Pedro Ponce de León (évêque). La façade ouest a la marque de la renaissance et le maniérisme espagnols. L'église possède un beau retable de style classique du XVIIe siècle, une pyxide de la fin du XVIe, une sculpture en bois polychrome de la Vierge du Rosaire de la fin du XVIe siècle, une petite taille polychrome d´un Christ du XVIIe et une Vierge des Douleurs du XVIIIe.
- La colonne juridictionnelle (en esp. rollo jurisdiccional) datant du XVIIe siècle[3] et indique que la commune avait le pouvoir de juger certains délits. Ces colonnes, que l'on utilisait parfois comme piloris, étaient très répandues en Castille et Estrémadure. Saucedilla reçoit le titre de Villa.

## Activité économique
Pendant des siècles, production de céréales telles que blé, orge, avoine. Élevages bovin, ovin, caprin et porcin. Olives et vins. Au début des années 1980, l'arrivée de l'eau du Tage grâce au réservoir de Valdecañas change complètement l'activité agricole. L'irrigation permet la production de fruits, fourrage, élevage...
Les industries sont :
- Iberhipac S.A.: usine de bobines plastiques pour usage non alimentaire.
- Plarex S.L.: usine de produits plastiques.
- Monpal Azul C.B.: atelier de gâteaux artisanaux.
- Fromages de chèvre.

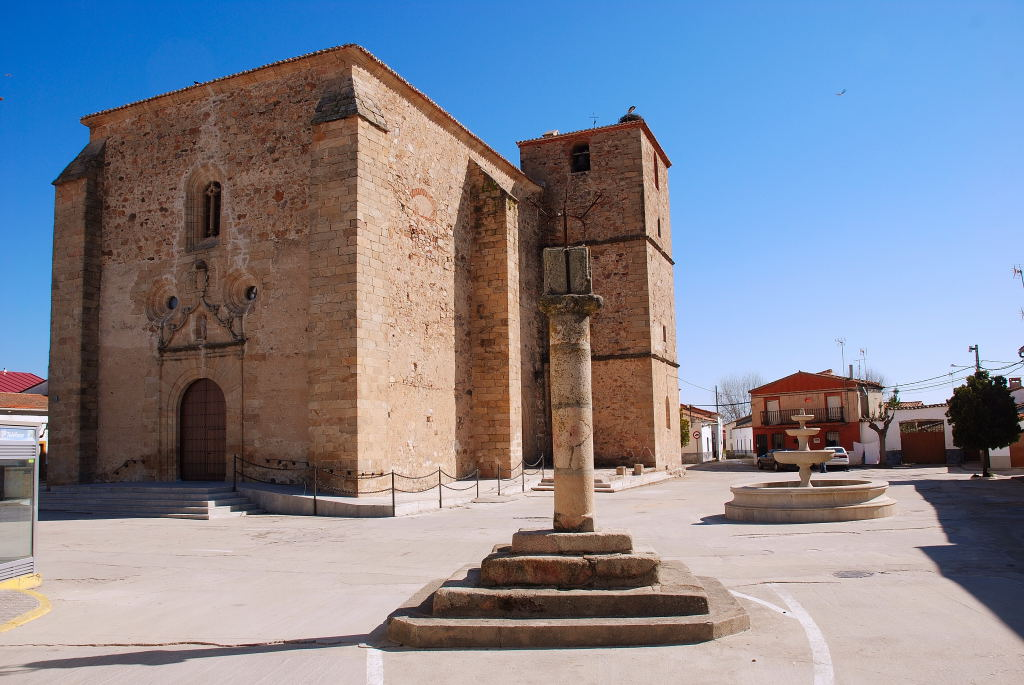
Église et colonne
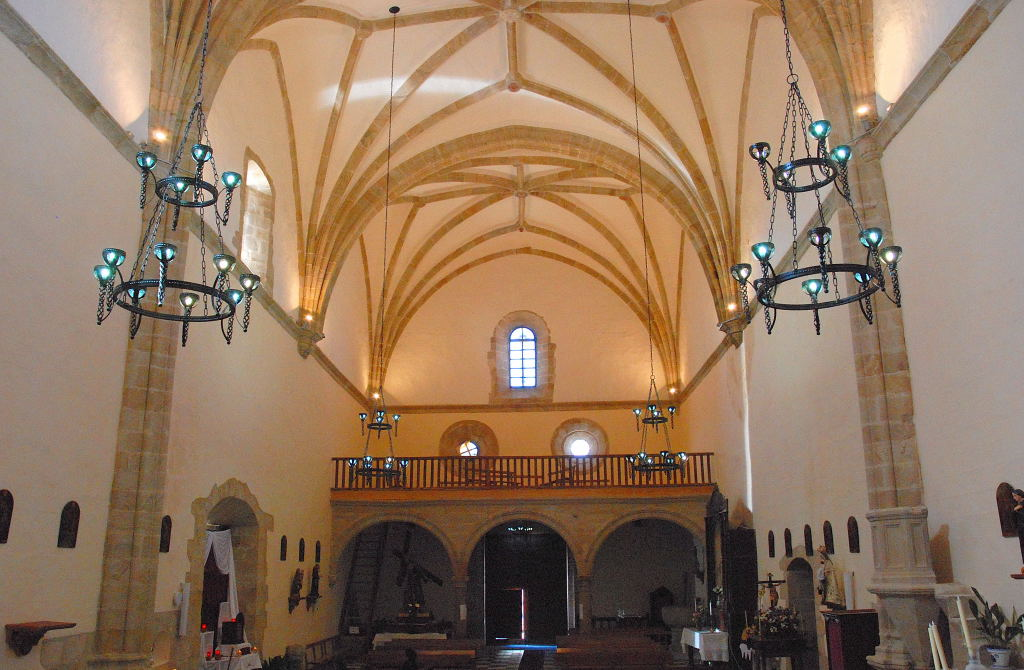
Intérieur de l'église Saint-Jean-Baptiste
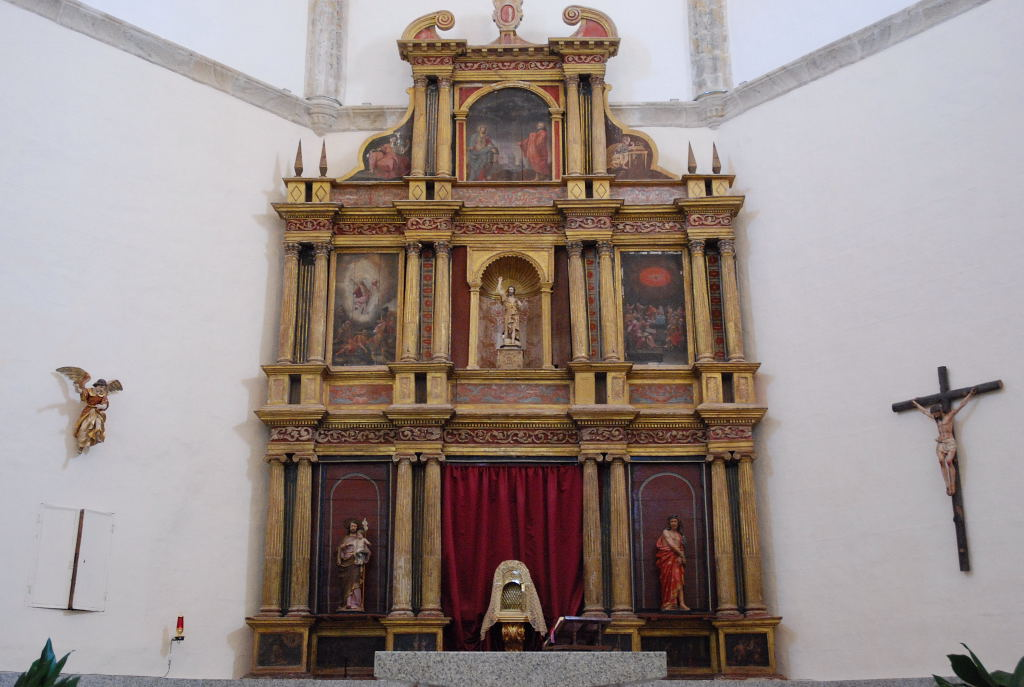
Retable principal
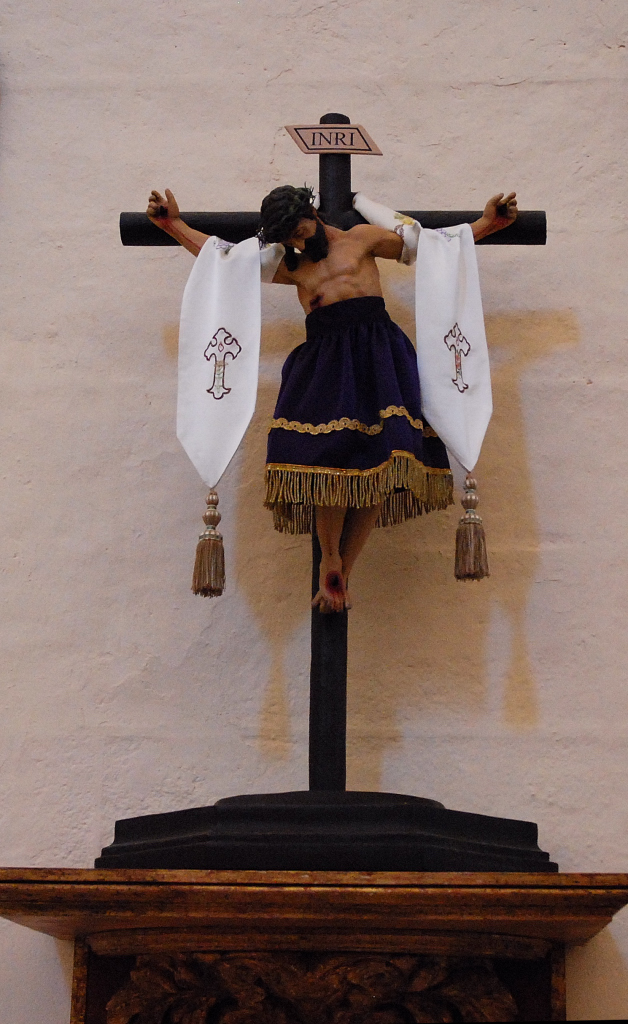
Taille du XVIIe du Christ de l´Humilité
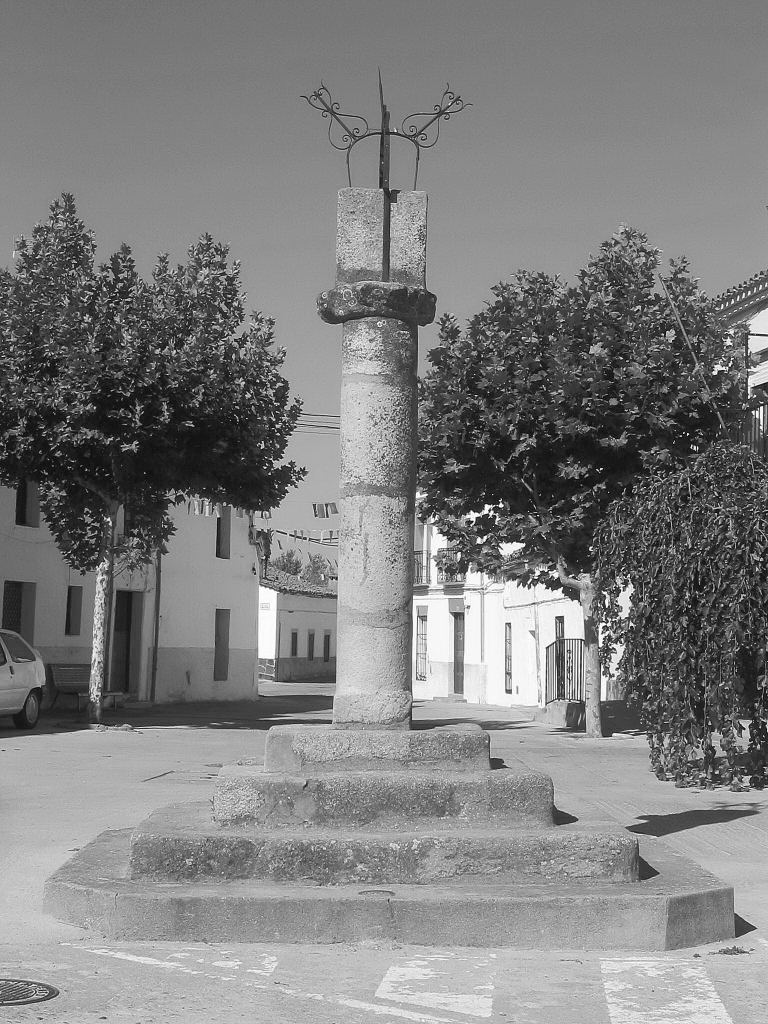
Colonne juridictionnelle (XVIIe siècle)
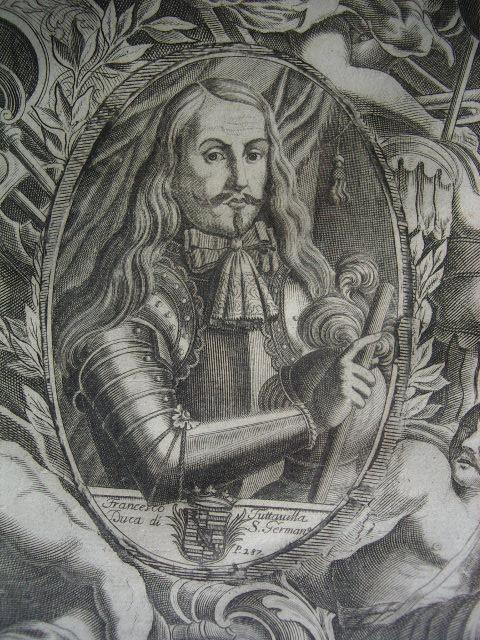
Francisco Tuttavilla, duc de San Germán, seigneur de Saucedilla. Militaire d´origine italienne
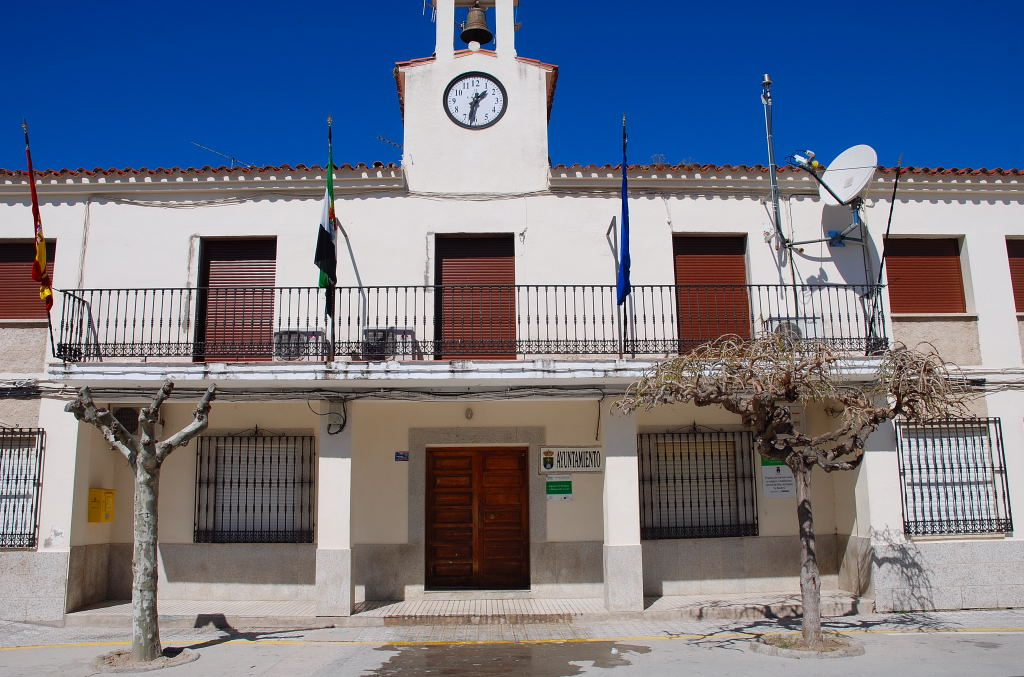
Mairie de Saucedilla